# Boarmia mniophilaria
Boarmia mniophilaria là một loài bướm đêm trong họ Geometridae.